# Дхобаура (подокруг)
Дхобаура (бенг. ধোবাউড়া, англ. Dhobaura) — подокруг на севере Бангладеш в составе округа Маймансингх. Образован в 1976 году. Административный центр — город Дхобаура. Площадь подокруга — 251,05 км². По данным переписи 1991 года численность населения подокруга составляла 157 027 человек. Плотность населения равнялась 625 чел. на 1 км². Уровень грамотности населения составлял 18,7 %. Религиозный состав: мусульмане — 88,73 %, индуисты — 4,49 %, христиане — 6,36 %, прочие — 0,42 %.